# 372 (số)
372 (ba trăm bảy mươi hai) là một số tự nhiên ngay sau 371 và ngay trước 373.